# 孫渠
孙渠（1911年6月25日—1975年9月）字惠农，山东潍县人，中华民国及中华人民共和国农学家。

## 生平
1911年6月25日，孙渠生于一个农民家庭。小学毕业后，在家中辍学两年，随后升入潍县县城教会中学，以优异成绩提前毕业，考入南京金陵大学农学院。1936年1月，自金陵大学毕业后，先后在中央农业实验所土壤肥料系、山东省立高级农业学校农科任职。抗日战争爆发后，1938年孙渠离开济南，转赴长沙。随后经朋友介绍，赴广西省农业管理处任职，并在广西省农事试验场研究磷肥施用及其在土壤中的固定作用。1940年赴重庆，1941年被位于重庆歇马场的乡村建设学院聘为副教授兼农专科副主任，讲授土壤学及肥料学。
1945年，孙渠作为实习技术员赴美国进修，先后访问俄亥俄大学、康奈尔大学、加州大学。一年后，回到重庆乡村建设学院继续任教，升为教授。孙渠赞赏苏联社会主义建设的成就，坚持学俄文。1948年，孙渠离开重庆，再赴美国加州大学进修。在美国期间，孙渠写成《土壤学》一书，并且完成了《肥料学》一书三分之二的初稿。同时，孙渠还了解了苏联土壤科学的发展概况，重点研究了苏联土壤学家威廉士的著作。
1950年3月，孙渠归国，到北京农业大学任教。 孙渠归国后，首先系统介绍了威廉士的理论。1950年代初，为验证威廉士的理论，孙渠亲自开展了多年生牧草改土试验、马尔采夫无壁犁深松耕作法试验。1952年，在教学改革中，全国农业院校决定设立耕作学课程。孙渠在北京农业大学率先主持创办耕作学教研组，以苏联教学大纲为蓝本编写了耕作学的讲义，组织课堂教学、实验课、教学生产实习。经孙渠帮助及带动，其他部分农业院校也先后开设耕作学课程。
1958年，毛泽东阅读了孙渠所著的《威廉士的土壤学说及其发展近况》一书，十分欣赏，将该书推荐给中央及各省领导及各级农业干部阅读。1958年，孙渠被下放到山西省洪洞县农村，与农民共同种植试验田，并总结当地农民精耕细作的经验。后来，他多次率北京农业大学师生赴河北省、河南省、山东省、江苏省、北京市郊区等农村参加耕作改制、种植丰产田、深翻改土的活动，又受中华人民共和国农业部委托，主持全国间作套种调查研究。
1960年，孙渠组织华北六院校耕作学教师共同编写中国第一本北方高等农业院校通用耕作学教材，由孙渠主编，于1961年出版。1961年秋，孙渠在《北京日报》发表《种植制度是增产的战略问题》一文。1962年冬，孙渠为《人民日报》撰写《论提高土壤肥力》一文。
1960年，孙渠获推选出席全国文教战线群英会。此后，孙渠率北京农业大学师生赴北京市房山县等地农村蹲点，总结当地改制高产、用地养地的经验。1962年，应中华人民共和国农垦部部长王震邀请，孙渠、蔡旭、彭克明、李竞雄等教授赴牡丹江垦区指导生产，并开展科学试验。
文化大革命时期，孙渠在养病之余，仍坚持学习及写作，写出《耕作学原理――关于地力的使用和培养问题》一书的初稿。1974年，孙渠久病之后病情略有好转，便离开北京赴河北省涿县的北京农业大学农场，研究播种绿肥以及复播大豆的用地养地效果。工作两年后，孙渠再度病倒，1975年9月病逝。 